# Плуди (Луківський повіт)
Плуди (пол. Płudy) — село в Польщі, у гміні Тшебешув Луківського повіту Люблінського воєводства.
Населення — 61 особа (2011).
У 1975-1998 роках село належало до Седлецького воєводства.

## Демографія
Демографічна структура станом на 31 березня 2011 року:
|          | Загалом | Допрацездатний вік | Працездатний вік | Постпрацездатний вік |
| -------- | ------- | ------------------ | ---------------- | -------------------- |
| Чоловіки | 29      | 13                 | 12               | 4                    |
| Жінки    | 32      | 14                 | 11               | 7                    |
| Разом    | 61      | 27                 | 23               | 11                   |